# École classique
L’école classique est une école de pensée économique majeure. Il n'existe pas de consensus sur le terme "classique", cependant elle regroupe des économistes du XVIIIe siècle et du XIXe siècle qui s’interrogeaient sur la croissance économique, la rente et le salaire de subsistance.
Elle a donné naissance à l'école marginaliste, au néoclassicisme et à la nouvelle économie classique.

## Présentation générale

### Polysémie
Étant donné que les économistes classiques ne se sont que rarement nommés comme tels, puisque le terme est apparu dans la deuxième moitié du XIXe siècle, les économistes ne sont pas d'accord sur la classification qu'il faut apporter. L'école classique est complexe à définir tant elle a rassemblé des auteurs divers, dont certaines vues se contredisaient. Fixer un contour précis à l'école, en termes de dates ou d'un corpus de thèses, est impossible.
Karl Marx définit l’école classique par l’adhésion au concept de la valeur travail, excluant de fait Jean-Baptiste Say et Frédéric Bastiat. Dans Le Capital, il écrit : « j’entends par économie politique classique toute économie qui, à partir de William Petty, cherche à pénétrer l’ensemble réel et intime des rapports de production dans la société bourgeoise ». Dans la Critique de l'économie politique, il soutient que l'école classique « commence avec William Petty en Angleterre et Boisguilbert en France, et s'achève avec Ricardo en Angleterre et Sismondi en France ».
Pour John Maynard Keynes, les classiques se caractérisent par leur adhésion à la « loi des débouchés », aussi appelée loi de Say. Joseph Schumpeter, en la définissant comme la période 1790-1870, en exclut Turgot et Smith mais y inclut Marx.
L'école classique a longtemps été appelée « économie politique », quoique le sens des termes a divergé avec le temps. Dans son Système des contradictions économiques, Pierre-Joseph Proudhon décrit l'économie politique comme étant un autre nom de l'économie classique, et comme constituant l'orthodoxie en économie « depuis à peu près cent ans ».

### Principaux économistes
Ses membres les plus importants sont, en Grande-Bretagne, Adam Smith (1723-1790), David Ricardo (1772-1823), Thomas Malthus (1766-1834), John Stuart Mill (1806 -1873) ; en France, Étienne Bonnot de Condillac (1715-1780), Anne Robert Jacques Turgot (1727-1781), Jean-Baptiste Say (1767-1832), Jean de Sismondi (1773-1842), Frédéric Bastiat (1801-1850) ; et en Allemagne, Karl Marx (1818-1883).

## Fondements théoriques

### Analyse dynamique
La pensée de l'école classique se fonde sur une observation de la société industrielle qui naît lorsque ses premiers auteurs (Condillac, Smith, Turgot) commencent à théoriser et conceptualiser le fonctionnement de l'économie. Ils cherchent donc avant tout à expliquer les phénomènes de croissance, de développement et de répartition des richesses entre les différentes classes sociales.
Leur analyse est dynamique. Ils s’intéressent aux processus de production, d’échange, de formation des prix, de formation des revenus, et non à d'hypothétiques états d'équilibre. Ils utilisent pour cela l’observation et le raisonnement logique. Le recours aux mathématiques n'est pas systématique, quoiqu'il commence à être utilisé dans le cadre de calculs et démonstrations.

### Découverte de«lois»
Les économistes classiques considèrent tous les phénomènes économiques comme interdépendants. À la suite des physiocrates, ils croient à l'existence de lois de l'économie, valables à toutes les époques, et cherchent à les identifier. Ils sont en cela inspirés par les développements de la science physique de l'époque. Ricardo écrit ainsi que « déterminer les lois qui règlent cette distribution, voilà le principal problème en économie politique ».

### Conception de la valeur
La définition de la valeur, de ce qui la constitue et de son origine, est fondamentale pour les Classiques et fait l'objet de débats et de postulats importants. Avant eux, les Physiocrates avaient donné un fondement objectif à la valeur des productions grâce à la conception d'une valeur issue du travail de la terre (Cantillon, Quesnay). Les économistes classiques vont, eux, d'abord considérer que la valeur se situe dans le travail qui a été nécessaire pour le produire. Adam Smith, David Ricardo et plus tard Karl Marx s'accordent sur ce sujet : la valeur des marchandises doit être la valeur d'échange (faculté d'une marchandise à être échangée contre une autre marchandise), dont la mesure va être le coût du travail (plus le coût du travail sera important, plus la valeur d'échange augmentera).
Même si la valeur-travail est l'élément commun à tous les classiques, le coût en travail des marchandises les différencie. Pour A. Smith, il s'agit du travail commandé (i.e, le prix payé pour l'achat du travail nécessaire à la production). Néanmoins, D. Ricardo et K. Marx considèrent que la valeur des marchandises doit correspondre à la quantité de travail nécessaire à leur production.
Après Condillac et Turgot, les classiques français se séparent sur ce point des classiques anglais en adoptant une conception subjective de la valeur, qui repose sur l’utilité espérée des biens. Turgot parle par exemple du « degré d’estime que l’homme attache aux différents objets de ses désirs ». Ils renoncent ainsi à la notion de « prix naturel » ou « juste prix » et annoncent la position des économistes marginalistes de la fin du XIXe siècle.
Les marchés s'autorégulent grâce à des mécanismes d'ajustement endogènes. Bernard Ledermann écrit en 1941 que, « pour l'école classique ou libérale, les prix qui haussent et qui baissent selon un mouvement cyclique plus ou moins régulier harmonisent tous les phénomènes économiques. »

### Neutralité de la monnaie
Les classiques affirment une conception neutraliste de la monnaie. Elle est fondamentalement un instrument d’échange, qui exprime une valeur, mais n'est pas la valeur elle-même. Comme l'écrit David Hume, elle est « l'huile dans les rouages » de l'économie : elle permet de faire circuler la valeur, mais n'est pas désirée pour elle-même.
La monnaie est un « voile » (monnaie comme voile) car, selon Say, in fine, les produits s’échangent toujours contre des produits. Ainsi, la quantité de monnaie en circulation n’a pas d’importance, car les prix s’ajustent à la quantité de monnaie disponible. Créer de la monnaie n’augmente pas la masse des richesses réelles disponibles.
Toutefois, les classiques admettent que les variations de la quantité de monnaie peuvent ne pas être neutres. En effet, la monnaie nouvellement créée se répand dans la société à partir de points précis et de façon progressive, ce qui entraîne des effets différenciés sur les prix et donc sur les comportements des agents économiques. C'est ce qu'on appelle l’effet Cantillon.

### Facteurs de production et classes sociales
Les classiques envisagent une tripartition de la société correspondant aux trois grands facteurs de production que sont la terre, le capital et le travail. Les propriétaires fonciers louent la terre et sont rémunérés par la rente, tandis que les capitalistes disposent du capital, qu'ils peuvent investir. Les travailleurs vendent leur force de travail et obtiennent un salaire. Les classiques conçoivent que les classes aient des intérêts contradictoires. Selon Ricardo, il existe une relation inverse entre salaires et profits. Les travailleurs et les capitalistes seront donc en conflit pour obtenir une plus importante part du revenu de la production.

## Concepts clefs

### Division du travail
La division du travail est l'un des concepts majeurs et fondamentaux de l'école classique. Elle fonde toute son analyse du travail sur la répartition des tâches, et montre combien cette répartition assure une meilleure productivité des travailleurs et donc un enrichissement collectif.

### Main invisible
Adam Smith propose la parabole de la main invisible pour soutenir que l'addition des comportements égoïstes des acteurs de l'économie mène, au niveau global, à un enrichissement collectif.

### Loi de Say
La loi de Say, ou loi des débouchés, est l'un des concepts majeurs de l'école classique. John Maynard Keynes a soutenu que l'école classique se caractérise par son adhésion à la loi de Say. Selon cette loi, l'offre crée la demande, car en versant des salaires, les producteurs stimulent la demande de leur bien. Le salaire étant consommé ou épargné (c'est-à-dire investi), l'économie ne peut pas connaître de crise de débouchés (crise de surproduction).

### Loi de la gravitation
Les classiques mobilisent une loi appelée loi de la gravitation pour représenter les fluctuations des prix de marché autour des prix naturels. Sur le marché, les prix effectifs se fixent selon l'offre et la demande ; dès lors, ils ne reflètent pas vraiment leur prix naturel, c'est-à-dire la valeur du bien. Toutefois, selon Adam Smith, l'effet de la concurrence va contraindre le prix effectif à rejoindre le prix naturel du bien. En effet, dans le cas où un bien est vendu au-delà de son prix naturel, la profitabilité va attirer des producteurs qui vont augmenter leur offre, ce qui va réduire le prix, et donc faire retrouver son prix naturel au bien.

### Avantages comparatifs
Les économistes classiques s'intéressent au commerce international. Par la théorie des avantages absolus et des avantages comparatifs, Adam Smith et David Ricardo soutiennent les premiers qu'un pays a toujours intérêt à s'insérer dans le commerce international.

### L'état stationnaire
Les classiques ne pensent pas une croissance continue, mais une croissance bloquée lors d'une phase ultime appelée état stationnaire. John Stuart Mill a ainsi écrit, dans ses Principes d'économie politique : « L’accroissement de la richesse n’est pas illimité, qu’à la fin de ce que l’on appelle l’état progressif, se trouve l’état stationnaire ». La thèse principale est que sous l'effet même de la croissance, les profits ont une tendance à la chute, ce qui conduit au blocage de l'accumulation. Le raisonnement est le suivant : l'accumulation exige une croissance démographique, impliquant de nourrir les nouveaux humains et augmenter la production de denrées ; or, cela exige à mettre en culture des terres de moins en moins fertiles. Pour compenser cette fertilité décroissante, le coût du travail de la production des denrées va s'accroître, ce qui provoque une hausse du prix des denrées. Afin de maintenir les salaires au niveau de subsistance, les salaires, indexés sur le prix des denrées de base, vont s'élever. Or, si les salaires s'élèvent, les profits baissent, ce qui empêche l'investissement, et conduit à un état stationnaire.

## Thèses principales

### Épargne et investissement
L'épargne est considérée comme bénéfique. L'accumulation de l'épargne permet l'accumulation du capital (voir Accumulation du capital), capital qui lui-même est utilisé pour investir. L'épargne accumulée permet ainsi l'investissement qui assure le progrès technique, qui repousse les limites de la croissance.
Les Classiques considèrent donc qu'il y a une égalité entre l'épargne et l'investissement. La rencontre de l'offre et de la demande de capitaux détermine le niveau du taux d'intérêt.

### Rôle central de l'offre
La problématique des classiques est principalement celle de la formation des richesses. Leur analyse est donc centrée sur la production et l’offre. De plus, puisque leur époque est encore dominée par la pénurie, ils postulent implicitement que tout produit répond à un besoin.
Jean Baptiste Say pose en principe que tout produit terminé crée des débouchés pour d’autres produits. En d'autres termes, chaque fois qu’un producteur augmente son activité il crée en même temps de nouveaux débouchés pour ses fournisseurs, il crée de nouveaux salaires pour ses employés, il crée un surcroît d’activité pour ses distributeurs.
Cette « loi de Say » ne veut toutefois pas dire que tout produit trouve nécessairement une demande, ou comme l’a interprété Keynes que « l'offre crée sa propre demande. » Il peut y avoir à chaque instant une surproduction de tel ou tel bien, mais il ne peut pas y avoir de crises de surproduction générales et durables. Si un produit ne trouve pas preneur, ses producteurs cesseront de le produire et s’orienteront vers d’autres productions.
Il ne peut y avoir que des engorgements sectoriels et momentanés, résultant d'une mauvaise prévision du marché par les entrepreneurs. Dans cette vision de l'économie, les crises ne peuvent être endogènes au système économique, mais sont le fruit de chocs exogènes comme les guerres ou les sécheresses.
Cette opinion émise par Say a été soutenue par Ricardo et Mill, mais contestée par Malthus et Sismondi.

### Place de l'épargne
Un objectif important des économistes classiques est d'expliquer les mécanismes du progrès. Celui-ci ne peut résulter que de progrès dans la division du travail et l'utilisation d'outils de plus en plus perfectionnés. Ils confèrent donc un rôle essentiel à l’investissement (augmentation du stock de capital), qui nécessite l’épargne. Pour Adam Smith, « l’industrie de la société ne peut augmenter qu’autant que son capital augmente et ce capital ne peut augmenter qu’a proportion de ce qui peut être épargné ».
En d’autres termes, l’épargne, comprise à la fois comme l’épargne des ménages et comme l’épargne des entreprises, est un préalable nécessaire à l’investissement et au progrès.

### Rôle de l'État
Les économistes classiques, principalement libéraux, sont en faveur d'un retrait de la puissance publique de la sphère économique. D'après eux, les actions et interactions économiques aboutissent à la formation d’un ordre spontané, que Smith illustre par la métaphore de la « main invisible », et l'intervention de l'État dans le fonctionnement de l'économie ne vient que modifier cet ordre spontané.
Il est considéré que l’État doit assurer les fonctions régaliennes (armée, justice, diplomatie) et prendre en charge la production des services indispensables à la collectivité, et qui ne serait pas rentable pour la sphère privée. Cet ordre spontané se caractérise par la division du travail, ou spécialisation. Chaque individu, au lieu de fabriquer un objet entièrement, se spécialise dans une tâche particulière de sa fabrication, ce qui permet une augmentation de la production.

### Concurrence
Le marché des biens et des services est régi par la concurrence. Il s'établit sur ce marché un équilibre, qui détermine le niveau de production et le niveau des prix. L'augmentation de l'offre ou de la demande contribue à augmenter ou réduire les prix en fonction de la pression exercée.

### Marché du travail
Le marché du travail fonctionne, selon les Classiques, à l'identique des autres marchés. L'offre de travail, qui émane des travailleurs, rencontre la demande de travail, qui émane des entreprises. Un surcroît d'offre sur le marché, c'est-à-dire du chômage, signifie que le niveau de salaire est trop élevé et qu'il s'agit de le réduire. Les marchés en concurrence pure et parfaite, où les salaires sont entièrement flexibles, ne connaîtraient pas de chômage involontaire.

## Critiques et limites

### Critique marxiste
L'école classique a été notamment attaquée par Karl Marx et l'école marxiste d'économie.

### Sophisme de composition
L'école classique subit sa plus forte critique sous la plume de John Maynard Keynes. Dans sa Théorie générale de l'emploi, de l'intérêt et de la monnaie, il explique que l'école classique tire de postulats microéconomiques des conclusions macroéconomiques erronées. Ainsi, écrit-il au début de son magnum opus, « nous démontrerons que les postulats de la théorie classique ne s'appliquent qu'à un cas spécial et non au cas général ».

### Détermination des salaires
Les classiques soutiennent que les salaires réels sont fixés sur le marché du travail, par la rencontre entre une offre et une demande de travail. Cette position sera concurrencée par celle de Keynes, qui soutiendrai que le niveau des salaires provient du niveau de l'emploi, qui résulte de la demande effective des entreprises.